# Tetragnatha kochi
Tetragnatha kochi este o specie de păianjeni din genul Tetragnatha, familia Tetragnathidae, descrisă de Thorell, 1895. Conform Catalogue of Life specia Tetragnatha kochi nu are subspecii cunoscute.